# تاندر (کمیک)
تاندر (به انگلیسی: Thunder) با نام اصلی آنیسا پیرس، یک شخصیت خیالی ابرقهرمان در کتاب‌های کامیک آمریکایی منتشر شده توسط دی‌سی کامیکس است. این شخصیت توسط نویسنده جاد وینیک و طراح تام رینی خلق شده‌است؛ که برای اولین بار در شمارهٔ ۱ از سومین جلد آوت‌سایدرز (اوت ۲۰۰۳) حضور پیدا کرد. او دختر بزرگ شخصیت ابرقهرمان بلک لایتنینگ و هم‌نیا بزرگتر جنیفر پیرس (با نام مستعار لایتنینگ) به‌شمار می‌رود. تاندر قادر به افزایش تراکم فیزیکی و جرم بدن است و بواسطه آن خود را ضدگلوله و تقریباً آسیب‌ناپذیر می‌کند، و همچنین هنگام کوبیدن ضربه به زمین باعث ایجاد امواج شوک می‌شود.
نافسا ویلیامز در مجموعه تلویزیونی بلک لایتنینگ (۲۰۱۸) وظیفه بازی در این نقش را بر عهده دارد.